# Brevitrichia helenae
Brevitrichia helenae är en tvåvingeart som först beskrevs av James 1938.  Brevitrichia helenae ingår i släktet Brevitrichia och familjen fönsterflugor. Inga underarter finns listade i Catalogue of Life.